# Giro di Lombardia 1946
Il Giro di Lombardia 1946, quarantesima edizione della corsa, si svolse il 27 ottobre 1946 su un percorso di 231 km con partenza e arrivo a Milano. Fu vinto dall'italiano Fausto Coppi, che completò la prova in 6h24'30" precedendo per distacco i connazionali Luigi Casola e Michele Motta. Dei 129 ciclisti partiti, 50 portarono a termine la gara.

## Percorso
Il via fu dato al Poligono della Cagnola (oggi Tiro a Segno Nazionale). La corsa transitò quindi da Busto Arsizio, Gallarate, Varese, Brinzio, di nuovo Varese, Como, Erba, Asso, Valbrona, Bellagio, Ghisallo, di nuovo Erba e da lì verso sud, via Seregno, per giungere al Velodromo Vigorelli dopo 231 km di corsa.

## Squadre partecipanti
Parteciparono alla prova dieci squadre d'industria. Nutrita la presenza straniera: si segnalarono i tesseramenti di quattro francesi da parte di Olmo, di sei francesi da parte di Viscontea, di cinque francesi da parte di Fuchs e di cinque olandesi da parte di Lygie (queste ultime due marche erano state inattive durante l'anno). Agli atleti delle squadra si aggiunse la presenza di diverse decine di professionisti e indipendenti non "accasati", che portarono a oltre 150 il numero degli iscritti.
| N.               | Cod. | Squadra          |
| ---------------- | ---- | ---------------- |
| 1-10             |      | Olmo             |
| 11-18            |      | Legnano          |
| 29-34            |      | Wilier Triestina |
| 41-47, 86-90, 93 |      | Viscontea        |
| 61-68            |      | Welter-Ursus     |
| 77-81            |      | Fuchs            |
| 96-98, 147-148   |      | Lygie            |
| 101-108          |      | Bianchi          |
| 109-110          |      | Girardengo       |
| 129-140          |      | Benotto          |

## Resoconto degli eventi
Partenza con 129 ciclisti. Una fuga di sei comprimari caratterizzò la corsa verso Varese. Bartali rimase coinvolto in una caduta ai piedi della salita di Brinzio, si staccò sull'ascesa e al secondo passaggio della corsa a Varese, vittima anche di una foratura, decise di ritirarsi. I sei fuggitivi vennero raggiunti sulla strada per Como. Tra scatti e contro-scatti (tra cui quelli di Giulio Bresci e Fausto Coppi), davanti rimase un gruppo di una ventina di ciclisti; sulla salita di Valbrona Coppi tentò un altro attacco, ma il gruppetto di testa si ricompose ai piedi del Ghisallo. Fu sulle rampe verso il Santuario che la corsa si decise: Coppi allungò e scollinò con 20" su Luigi Casola (suo "scudiero" alla Bianchi) e Michele Motta, 1'05" su Bruno Pasquini, 1'10" su Italo De Zan, 1'30" su Antonio Covolo. In discesa Motta e Casola ricucirono su Coppi, che si era intanto rialzato: il margine sugli inseguitori dei tre battistrada, che lavorarono di comune accordo verso Milano, si assestò su 1'30" circa. Alle porte del capoluogo meneghino, sul cavalcavia della Ghisolfa, il futuro "Campionissimo" sferrò il suo ultimo attacco: Casola si rialzò, Motta non ebbe le forze per reagire. Al Vigorelli, sede del traguardo, Coppi giunse solo, in trionfo, precedendo di 40" Casola e Motta (in quest'ordine), di 1'45" De Zan e di 2'00" Pasquini. Fu per Coppi la prima di quattro affermazioni consecutive al Lombardia.

## Ordine d'arrivo (Top 10)
| Pos. | Corridore         | Squadra    | Tempo    |
| ---- | ----------------- | ---------- | -------- |
| 1    | Fausto Coppi      | Bianchi    | 6h24'30" |
| 2    | Luigi Casola      | Bianchi    | a 40"    |
| 3    | Michele Motta     | Welter     | s.t.     |
| 4    | Italo De Zan      | Olmo       | a 1'45"  |
| 5    | Bruno Pasquini    | Legnano    | a 2'00"  |
| 6    | Osvaldo Bailo     | Girardengo | a 3'30"  |
| 7    | Elio Bertocchi    | Viscontea  | s.t.     |
| 8    | Antonio Covolo    | Benotto    | s.t.     |
| 9    | Ubaldo Pugnaloni  | Bianchi    | s.t.     |
| 10   | Severino Canavesi | Bianchi    | s.t.     |